# 返り討ち
| ウィキペディアには「返り討ち」という見出しの百科事典記事はありません（タイトルに「返り討ち」を含むページの一覧/「返り討ち」で始まるページの一覧）。 代わりにウィクショナリーのページ「返り討ち」が役に立つかもしれません。 |